# Бунтівна застава
«Бунтівна застава» — радянський чорно-білий художній фільм, поставлений на кіностудії «Ленфільм» в 1967 році режисером Адольфом Бергункером. Прем'єра фільму в СРСР відбулася 6 листопада 1967 року.

## Сюжет
Сюжетною основою фільму послужили події, які відбулися в Санкт-Петербурзі в травні 1901 року, коли на Обухівському заводі стався великий страйк, який призвів до зіткнення з поліцією і військами.

## У ролях
- Борис Чирков —  Юхим Єгорович Єфімов
- В'ячеслав Невинний —  Степан Єфімов, крамар, який за свій рахунок допомагає страйкарям
- Олег Борисов —  Микола Єфімов
- Олена Чорна — епізод
- Олексій Ейбоженко —  Васильович, революціонер
- Ксенія Мініна — епізод
- Ірина Вавилова — епізод
- Олександр Анісімов —  Устин
- Йосип Конопацький —  Шмельов
- Наталія Рудна — епізод
- Тетяна Гаврилова —  Настя
- Костянтин Адашевський —  Власьєв, господар заводу
- Борис Аракелов —  Серьога
- Микола Мартон —  Іванов
- Валентин Козлов —  Сенько
- Олександр Афанасьєв —  господар молота
- Лев Жуков —  водій «козки»
- Ігор Класс —  Ткач Павло
- Олег Хроменков —  околодочний
- Євген Горюнов — епізод
- Пантелеймон Кримов — епізод
- Олександр Дем'яненко — епізод
- Віталій Матвєєв — епізод
- Ігор Шувалов — епізод
- Ігор Боголюбов — епізод
- Володимир Васильєв — епізод
- Ф. Балакірєв — епізод
- Микола Боярський — епізод
- Микола Гаврилов — епізод
- Н. Гамзінов — епізод
- Віра Ліпсток — епізод
- Л. Прокопенко — епізод
- І. Титова — епізод
- Федір Федоровський — епізод
- Ігор Щепетнов — епізод
- Сергій Поначевний —  Михалич, сторож

## Знімальна група
- Автори сценарію — Олександр Власов, Аркадій Млодик
- Режисер-постановник — Адольф Бергункер
- Оператор-постановник — Олег Куховаренко
- Художник-постановник — Іван Іванов
- Композитор — Владислав Кладницький
- Звукооператор — Елеонора Казанська